# Marble Cliff
Marble Cliff és una vila dels Estats Units a l'estat d'Ohio. Segons el cens del 2000 tenia 646 habitants.

## Demografia
Segons el cens del 2000, Marble Cliff tenia 646 habitants, 291 habitatges, i 139 famílies. La densitat de població era de 997,7 habitants/km².
Dels 291 habitatges en un 17,5% hi vivien nens de menys de 18 anys, en un 42,3% hi vivien parelles casades, en un 2,7% dones solteres, i en un 52,2% no eren unitats familiars. En el 44% dels habitatges hi vivien persones soles el 19,2% de les quals corresponia a persones de 65 anys o més que vivien soles. El nombre mitjà de persones vivint en cada habitatge era d'1,94 i el nombre mitjà de persones que vivien en cada família era de 2,76.
Per edats la població es repartia de la següent manera: un 15,3% tenia menys de 18 anys, un 5,9% entre 18 i 24, un 21,7% entre 25 i 44, un 25,2% de 45 a 60 i un 31,9% 65 anys o més.
L'edat mediana era de 49 anys. Per cada 100 dones de 18 o més anys hi havia 65,3 homes.
La renda mediana per habitatge era de 49.904 $ i la renda mediana per família de 90.000 $. Els homes tenien una renda mediana de 45.938 $ mentre que les dones 33.250 $. La renda per capita de la població era de 35.491 $. Aproximadament l'1,4% de les famílies i el 3,4% de la població estaven per davall del llindar de pobresa.

## Poblacions properes
El següent diagrama mostra les poblacions més properes.